# Jump King
Jump King은 넥실이 개발한 2019년 플랫폼 게임이다. 점프 킹은 2019년 5월 3일 마이크로소프트 윈도우용 스팀을 통해 출시되었다. 2020년 6월 9일 플레이스테이션 4, 닌텐도 스위치, 엑스박스 원용으로 출시되었다. 이 게임에서, 선수들은 높은 수직의 탑을 올라가야 하고 조심스럽게 점프를 해서 넘어지는 것을 피해야 한다. 출시 이후 이 게임의 여러 무료 확장 버전이 출시되었다.
이 게임은 난이도로 인해 바이러스성 관심을 받았고 트위치 라이브 스트림에 소개되었다.

## 스토리
플레이어는 점프나 걷기로 움직일 수 있는 왕을 통제하며, 게임을 이기기 위해서는 매우 높은 탑의 꼭대기에 도달해야 한다. 점프는 충전될 수 있으며, 이것은 플레이어가 점프를 수행할 때마다 얼마나 멀리 움직이는지에 영향을 미친다. 이 게임은 플레이어가 실험을 하도록 장려하고 타워 꼭대기에 도달하여 게임을 이길 수 있는 여러 경로를 특징으로 한다. 게다가, 탑 꼭대기에는 "스모킹 핫 베이브"가 있는데, 게임 초반에 대화를 통해 놀림을 받는다.
메인 게임 외에도 "New Babe+"와 "Ghost of the Babe"라는 제목의 두 가지 추가 모드가 있다.
이 게임의 사운드트랙에는 총 33개의 다른 노래가 있는데, 이 곡들은 각기 다른 모드에 속한다. 플레이어가 탑 위로 더 올라가면, 이 노래들은 그들이 현재 있는 위치에 따라 연주된다.
게임의 난이도와 게임 플레이 스타일은 Getting Over It with Bennett Foddy와 함께 극복하는 것과 비교된다.

## 접수처
그 게임은 대부분 긍정적인 관심을 받았다. 스위치 플레이어의 올리버 로데릭은 게임의 의도적인 난이도에 주목했지만, "진정한 견고함"이라고 묘사했다. 비슷하게, 디지털 픽스의 앤드류 쇼는 게임의 난이도, 사운드트랙, 그리고 "아름답지만 여전히 활기차고 자극적인 16비트 예술 스타일과 똑같이 복고적인 사운드 효과"를 칭찬했다. 핑거 건스의 폴 콜렛은 게임의 도전이 "플레이어 스킬이 아닌 운에 맡겨졌다"고 느끼며 게임의 난이도에 대해 비판하였다.

## 같이 보기
- Getting Over It with Bennett Foddy